# Гвасюги
Гвасю́ги (рос. Гвасюги) — село у складі району імені Лазо Хабаровського краю, Росія. Адміністративний центр Гвасюгинського сільського поселення.

## Населення
Населення — 251 особа (2010; 229 у 2002).
Національний склад (станом на 2002 рік):
- удегейці — 63 %
- росіяни — 29 %